# Deadliest Warrior
Deadliest Warrior is een Amerikaans programma dat ook op RTL7 is uitgezonden.
In het programma worden krijgers en hun wapens van verschillende stammen of groeperingen uit de oudheid uitgetest door moderne experts op het gebied van deze wapens tegen elkaar te laten vechten. Elke krijger krijgt hiervoor vier wapens die standaard bij hem horen; een voor korte afstand, een voor gemiddelde afstand, een voor lange afstand en een speciaal wapen.
Na het gevecht worden de resultaten ingevoerd in een speciaal computerprogramma dat uitgerekend welke van de 2 krijgers de sterkste wapens heeft. Voor de nauwkeurigheid wordt het gevecht 1000 keer gesimuleerd en wie de meeste duels wint krijgt de titel van dodelijkste krijger. Sterke en zwakke punten van elke krijger en zijn wapens worden tevens uitgelicht.
De duels zijn vaak tussen krijgers die elkaar historisch gezien nooit hebben ontmoet, zoals een Spartaanse soldaat tegen een ninja of een Apache-indiaan tegen een Romeinse gladiator.

## Afleveringen

### Seizoen1
(9 afleveringen)
| Afl. | Strijder 1      | Strijder 2    | Deadliest Warrior |
| ---- | --------------- | ------------- | ----------------- |
| 1.   | Apache          | Gladiator     | Apache            |
| 2.   | Viking          | Samurai       | Samurai           |
| 3.   | Spartaan        | Ninja         | Spartaan          |
| 4.   | Piraat          | Ridder        | Piraat            |
| 5.   | Yakuza          | Maffia        | Maffia            |
| 6.   | Groene Baret    | Spetsnaz      | Spetsnaz          |
| 7.   | Shaolin Monnik  | Maori Krijger | Shaolin Monnik    |
| 8.   | William Wallace | Shaka Zoeloe  | William Wallace   |
| 9.   | I.R.A.          | Taliban       | I.R.A.            |

### Seizoen 2
(9 afleveringen)
| Afl. | Strijder 1         | Strijder 2           | Deadliest Warrior |
| ---- | ------------------ | -------------------- | ----------------- |
| 10.  | Nazi Waffen-S.S.   | Vietcong             | Nazi Waffen-S.S.  |
| 11.  | Somalische Piraat  | Medelín Drugs Kartel | Somalische Piraat |
| 12.  | S.W.A.T.           | G.S.G.9.             | S.W.A.T.          |
| 13   | Attila de Hun      | Alexander de Grote   | Attila de Hun     |
| 14.  | Aztekse Jaguar     | Zande Krijger        | Zande Krijger     |
| 15.  | Romeinse Centurion | Rajput               | Rajput            |
| 16.  | K.G.B.             | C.I.A.               | C.I.A.            |
| 17.  | Vlad de Spietser   | Sun Tzu              | Vlad de Spietser  |
| 18.  | Jesse James        | Al Capone            | Jesse James       |